# Karl Schott
Karl Schott, né le 11 août 1906 à Vienne en Autriche-Hongrie, est un footballeur international autrichien. Il jouait au poste de milieu de terrain. Il meurt le 18 juillet 1985.

## Carrière
De 1927 à 1931, il joue à l'Admira Vienne. Pour la saison 1931-1932, il joue au Brigittenauer AC (de). La saison suivante, il joue au Libertas Wien (de) en compagnie de Josef Frühwirth (de) et de Willibald Kirbes (de).
En 1933-1934, il va jouer au FC Mulhouse, en D2 française.
Il joue notamment 10 matchs amicaux avec l'équipe d'Autriche.

## Carrière internationale
| #  | Date             | Lieu      | Affiche                | Score | Compétition          |
| -- | ---------------- | --------- | ---------------------- | ----- | -------------------- |
| 1  | 6 novembre 1927  | Bologne   | Italie - Autriche      | 1-2   | Coupe internationale |
| 2  | 6 mai 1928       | Vienne    | Autriche - Yougoslavie | 3-0   | Amical               |
| 3  | 29 juillet 1928  | Stockholm | Suède - Autriche       | 2-3   | Amical               |
| 4  | 7 octobre 1928   | Vienne    | Autriche - Hongrie     | 5-1   | Coupe internationale |
| 5  | 28 octobre 1928  | Vienne    | Autriche - Suisse      | 2-0   | Coupe internationale |
| 6  | 11 novembre 1928 | Rome      | Italie - Autriche      | 2-2   | Amical               |
| 7  | 7 avril 1929     | Vienne    | Autriche - Italie      | 3-0   | Coupe internationale |
| 8  | 5 mai 1929       | Vienne    | Autriche - Hongrie     | 2-2   | Amical               |
| 9  | 6 octobre 1929   | Budapest  | Hongrie- Autriche      | 2-1   | Amical               |
| 10 | 22 février 1931  | Milan     | Italie - Autriche      | 2-1   | Coupe internationale |